# Nayargou
Nayargou är ett vattendrag i Ghana. Det ligger i den nordöstra delen av landet, 500 km norr om huvudstaden Accra.